# Arroyo Yerbal Chico
Der Arroyo Yerbal Chico ist ein im Osten Uruguays gelegener kleiner Flusslauf.
Der zum Einzugsgebiet der Laguna Merín zählende Fluss entspringt in der Cuchilla de Dionisio. Sein 35 Kilometer langer Verlauf auf dem Gebiet des Departamentos Treinta y Tres endet an der Mündung in den Arroyo Yerbal Grande.